# Elymnias djilantik
Elymnias djilantik är en fjärilsart som beskrevs av Martin 1909. Elymnias djilantik ingår i släktet Elymnias och familjen praktfjärilar. Inga underarter finns listade i Catalogue of Life.